# Peptid srodan kalcitoninu
Peptid srodan kalcitoninu (CGRP) je član kalcitoninske familije peptida, koji se kod čoveka javlja u dve forme, α-CGRP i β-CGRP. α-CGRP je 37-aminokiselina dug peptid koji je formira alternativnim splajsovanjem kalcitonin/CGRP gena lociranog na hromozomu 11. Manje poznati β-CGRP se razlikuje u tri aminokiseline (kod čoveka) i kodiran je obližnjim zasebnim genom.

## Funkcija
CGRP se formira u perifernim i centralnim neuronima. On je potentan peptidni vazodilatator i može da učestvuje u transmisiji bola. U kičmenoj moždini, funkcija i izražavanje CGRP se može razlikovati u zavisnosti od mesta sinteze.

## Spoljašnje veze
- Calcitonin+Gene-Related+Peptide на 